# Jean-Charles-Joseph Laumond
Pour les articles homonymes, voir Laumond.
Jean-Charles-Joseph Laumond est un administrateur français né à Arras le 9 juillet 1753, mort à Paris le 10 mars 1825. Il fut notamment consul général de Smyrne et premier préfet du Bas-Rhin (1800-1802).

## Biographie
Après avoir été secrétaire général de l'intendance des Flandres de 1773 à 1784, il est le secrétaire particulier du comte d’Aiguillon ancien ministre de Louis XV qui fait appel à lui pour rédiger ses mémoires. Puis de 1784 à 1790, il occupe le poste de secrétaire en chef de l'Intendance de Lorraine. Il est ensuite administrateur général des Domaines nationaux, puis nommé consul à Smyrne.
Pendant la Révolution, en 1798, il est commissaire à titre civil pour l’armée d’Italie.
Le Consulat le nomme préfet du Bas-Rhin. Napoléon lui donne carte blanche et il commence de libérer les émigrés du Bas-Rhin, et à restaurer le culte catholique. Dès le printemps 1800, il remplace dans ce département alsacien les anciens fonctionnaires du Directoire par des bonapartistes. Il ne comprend pas l'allemand et se fait traduire chaque jour la presse allemande. Il se plaint à Paris du journal antibonapartiste allemand Chronik der Franken. La réponse tarde à venir, le 28 septembre 1800 il interdit de sa propre autorité ce journal, qui réapparaît sous le nom Fränkischer Merkur, pour aussitôt être interdit de parution.
Il est ensuite préfet de la Roer en poste à Aix-la-Chapelle, pays conquis, où il doit faire la police. Mais il pense que l'oppression ne mène à rien et il ne livre aucune personne au gouvernement français ; les habitants ne lui reprochent aucun abus d'autorité.
Son dernier poste de préfet sera en Seine-et-Oise de 1806 à 1810.
Il occupe jusqu'en 1815 la direction générale des Mines puis est promu dès 1812 conseiller d’État à vie.

## Publications
- Jean-Charles-Joseph Laumond, Statistique sur le département du Bas-Rhin, Paris, Le Clere, 1801, 284 p.
- Programme de la fête du premier vendémiaire an IX, éd. Berger-Levrault
- Avis sur les moyens de prévenir l'insalubrité des habitations qui ont été submergées, éd. Berger-Levrault.

## Distinctions
Jean Charles Joseph Laumond est nommé membre de la Légion d'honneur le 10 vendémiaire de l'An XII (2 octobre 1803) sous la Révolution, « commandant » le 26 prairial de l'An XII (14 juin 1804) au début du Premier Empire, puis chevalier de l'Empire par lettres patentes du 29 juin 1808. Son traitement de commandant est suspendu pendant la période où il est conseiller d'État, traitement qu'il retrouve sous la Restauration en août 1814 ; enfin, à la suite de l'ordonnance du 28 mars 1816 sur les modifications des titres de l'ordre, il n'est plus « commandant » mais « commandeur ».
Il avait reçu de Napoléon le titre de comte de l'Empire par lettres patentes du 31 décembre 1809.
Ses armoiries étaient : tiercé en fasce d'azur à deux palmes d'or, de gueules au signe des chevaliers et d'or à la levrette passant de sable : franc-quartier des comtes conseillers d’État, brochant sur le tout.

## Pour approfondir